# Visio institut
Visio, institut ekonomskih in strateških raziskav je slovenski think tank (možganski trust), ki ga vodi Tanja Porčnik. Visio je član mrež 4Liberty (ki združuje think tanke centralne in vzhodne evrope), Economic Freedom in Atlas Network (krovna organizacija, ki povezuje libertarske in prostotrgovske think tanke po svetu).
Visio v okviru Mreže ekonomske svobode objavlja poročilo Ekonomska svoboda sveta. Visio v sodelovanju z ameriškim libertarskim think tankom Cato Institute objavlja Indeks svobode.